# کپک سلطان استاجلو
مصطفی بیگ استاجلو (درگذشتهٔ ۹۳۳ ه‍.ق) مقلب به کُپِک سلطان  از امرای قزلباش طایفه استاجلو در زمان شاه اسماعیل یکم (حک. ۹۳۰–۹۰۷) و شاه تهماسب یکم (حک. ۹۸۴–۹۳۰) بود. برادر او، محمدبیگ سفره‌چی استاجلو ملقب به چایان سلطان از امرای قزلباش شاه اسماعیل بود که منصب امیرالامرا را دراختیار داشت و پس از مرگ چایان سلطان که اندکی پیش از مرگ شاه اسماعیل اتفاق افتاد، این منصب به پسرش بایزید سلطان رسیده بود. پس از مرگ برادرزادهٔ کپک سلطان، بایزید سلطان، که مدت کوتاهی در منصب امیرالامرا بود، آیغوت میرزا پسر بایزید نیز چند روز این منصب را تصاحب کرد. سپس کپک سلطان به همراه دیو سلطان روملو به مقام امیرالامرا منصوب گردید و پس از جلوس شاه تهماسب نیز ابقا شد. پس از آن‏که کپک سلطان در جریان کودتاى دیو سلطان از قدرت برکنار شد، در سال ۹۳۲ به‏ همراه سایر استاجلوها سر به شورش برداشت. در پى شکست در نبردهای سکسنجق و خرزویل، در سال ۹۳۳ یک ‏بار دیگر با رقباى خود وارد جنگ شد و به‏ سوى اردبیل لشکر کشید و در جریان این لشکرکشى توانست حاکم آن شهر، بادنجان‏ سلطان روملو را به قتل برساند. کمى بعد، وى در نبرد آرپا‏چاى از روملوها و تکلوها شکست خورد و به قتل رسید.